# Tráng Vi

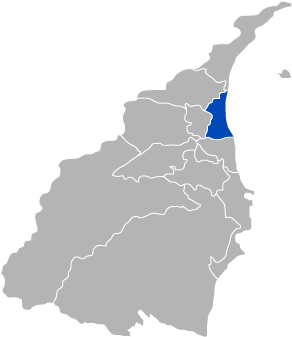
Vị trí tại Nghi Lan

Tráng Vi (tiếng Trung: 壯圍; bính âm: Zhuàngwéi) là một hương (xã) của huyện Nghi Lan, tỉnh Đài Loan, Trung Hoa Dân Quốc (Đài Loan). Hương nằm ở khu vực cửa sông Lan Dương và có điều kiện thuận lợi để phát triển nông nghiệp. Diện tích của hương là 38,4769 km², dân số vào tháng 8 năm 2011 là 24.755 người thuộc 8.170 hộ gia đình, mật độ cư trú đạt 643,4 người/km².